# Wolfgang Dölle
Wolfgang Dölle (* 19. November 1923 in Berlin; † 3. August 2008) war ein deutscher Mediziner. Er war Hochschullehrer für Innere Medizin.

## Leben
Dölle studierte Medizin an der Philipps-Universität Marburg. 1949 wurde er Mitglied des Corps Suevia-Straßburg, das am 10. Februar 1949 den aktiven Betrieb in Marburg aufgenommen hatte. Als Inaktiver wechselte er an die Eberhard Karls Universität Tübingen, die ihn  1950 zum Dr. med. promovierte. Die Ausbildung in Innerer Medizin durchlief er bei Gustav Adolf Martini im Universitätsklinikum Hamburg-Eppendorf. Nachdem er sich 1963  habilitiert hatte, wechselte er als Oberarzt an die Universitätsklinik Marburg. 1972 folgte er dem Ruf der Universität Tübingen auf den Lehrstuhl für Innere Medizin. Damit wurde er Direktor der I. Medizinischen Universitätsklinik. Von 1982 bis 1993 war er stellvertretender Vorsitzender der Arzneimittelkommission der deutschen Ärzteschaft. Er saß im  wissenschaftlichen Beirat des Instituts für Arzneimittel des Bundesgesundheitsamts.

## Herausgeber
- Die immunsuppressive Therapie der chronisch-aktiven Hepatitis. Springer-Verlag, Berlin / Heidelberg / New York / Tokyo 1984.

## Ehrungen
- Vorsitzender der Deutschen Gesellschaft für Verdauungs- und Stoffwechselkrankheiten
- Verdienstorden der Bundesrepublik Deutschland, Bundesverdienstkreuz 1. Klasse (1982)
- Ehrenmitglied der Arzneimittelkommission der deutschen Ärzteschaft (2003)